# Комала (муниципалитет)
Комала (исп. Comala) — муниципалитет в Мексике, в штате Колима, с административным центром в одноимённом городе. Численность населения, по данным переписи 2020 года, составила 21 661 человек.

## Общие сведения
Название Comala с языка науатль можно перевести как: место изготовления комалей.
Площадь муниципалитета равна 314,3 км², что составляет 5,6 % от общей площади штата, а наиболее высоко расположенное поселение Лагунитас находится на высоте 2220 метров.
Он граничит с другими муниципалитетами штата Колима: на востоке с Куаутемоком, на юге с Вилья-де-Альваресом, на западе с Минатитланом, а на севере граничит с другим штатом Мексики — Халиско.

## Учреждение и состав
Муниципалитет был образован в 1857 году, по данным 2020 года в его состав входит 115 населённых пунктов, самые крупные из которых:
| Код INEGI                  | Населённый пункт                                                                | Численность населения (2005 год) | Численность населения (2010 год) | Численность населения (2020 год) |
| -------------------------- | ------------------------------------------------------------------------------- | -------------------------------- | -------------------------------- | -------------------------------- |
| 003                        | Всего                                                                           | 19495                            | 20888                            | 21661                            |
| 0001                       | Комала (исп. Comala) 19°19′24″ с. ш. 103°45′32″ з. д. (административный центр)  | 8927                             | 9442                             | 9649                             |
| 0035                       | Сучитлан (исп. Suchitlán) 19°22′29″ с. ш. 103°42′32″ з. д.                      | 4083                             | 4450                             | 4836                             |
| 0037                       | Сакуальпан (исп. Zacualpan) 19°21′49″ с. ш. 103°49′27″ з. д.                    | 1724                             | 1905                             | 1971                             |
| 0011                       | Кофрадия-Сучитлан (исп. Cofradía de Suchitlán) 19°24′37″ с. ш. 103°42′09″ з. д. | 1601                             | 1746                             | 1800                             |
| 0007                       | Ла-Каха (исп. La Caja) 19°22′19″ с. ш. 103°47′57″ з. д.                         | 640                              | 717                              | 745                              |
| 0057                       | Ла-Ногалера (исп. La Nogalera) 19°23′41″ с. ш. 103°42′18″ з. д.                 | 339                              | 354                              | 475                              |
| —                          | Прочие                                                                          | 2181                             | 2274                             | 2185                             |
| Названия на карте Генштаба |                                                                                 |                                  |                                  |                                  |

## Экономическая деятельность
По статистическим данным 2000 года, работоспособное население занято по секторам экономики в следующих пропорциях:
- сельское хозяйство, животноводство и рыбная ловля — 33,3 %;
- промышленность и строительство — 24,2 %;
- торговля, сферы услуг и туризма — 41,2 %;
- безработные — 1,3 %.

## Инфраструктура
По статистическим данным 2020 года, инфраструктура развита следующим образом:
- электрификация: 98,4 %;
- водоснабжение: 82,8 %;
- водоотведение: 98,2 %.

## Фотографии
| - Экспонаты в музее Ногераса - Лагуна Каррисальо - Лагуна Ла-Мария - Вулкан Колима |